# Saginaw Grant
Saginaw Morgan Grant (ur. 20 lipca 1936 w Pawnee, zm. 27 lipca 2021 w Los Angeles) – amerykański aktor i tancerz, żołnierz United States Marine Corps. Indianin pochodzący z plemienia Sac and Fox.

## Filmografia[2]
- War Party (1988)
- Kroniki młodego Indiany Jonesa (1993)
- Rodzina Hartów z Dzikiego Zachodu (1993–1994)
- Small Time (1996)
- The Last Frontier (1996)
- Biała squaw (1997)
- Nash Bridges (1997)
- Przedsionek piekła (1999)
- Szara Sowa (1999)
- Auf Wiedersehen, Pet (2002)
- Legend of the Phantom Rider (2002)
- Zło przychodzi nocą (2002)
- Cuda (2003)
- DreamKeeper (2003)
- Black Cloud (2004)
- Mam na imię Earl (2005)
- Prawdziwa historia (2005)
- Social Guidance (2005)
- The Fallen Ones (2007)
- Beyond the Quest (2007)
- Ocalić Grace (2007)
- Strumień (2007)
- Maneater (2009)
- Walking on Turtle Island (2009)
- American Horror Story (2011)
- Eagleheart (2012)
- Breaking Bad (2013)
- Family Tree (2013)
- Jeździec znikąd (2013)
- Piper’s QUICK Picks (2013)
- Winter in the Blood (2013)
- Community (2014)
- Shameless – Niepokorni (2014)

## Nagrody
- Native American Music Awards[3]
- San Diego International Film Festival Award w kategorii American Legacy Award (2014)[4]

## Życie prywatne
Syn Sarah i Austina. Miał dwóch braci i siostrę.